# Panteón de Agua Escondida
El Panteón de Agua Escondida fue un cementerio ubicado en Guadalajara, Jalisco, México. El ingreso principal se encontraba en calle Escorza 715, esquina con Lázaro Pérez, en la Colonia Moderna de Guadalajara.
El cementerio fue uno de los pocos panteones tapatíos construidos por particulares, en terrenos donados por Francisco Vidrio Romero. Fue inaugurado lo más pronto posible, debido a la epidemia de cólera que azotaba a la ciudad.